# Thành trì Burghausen

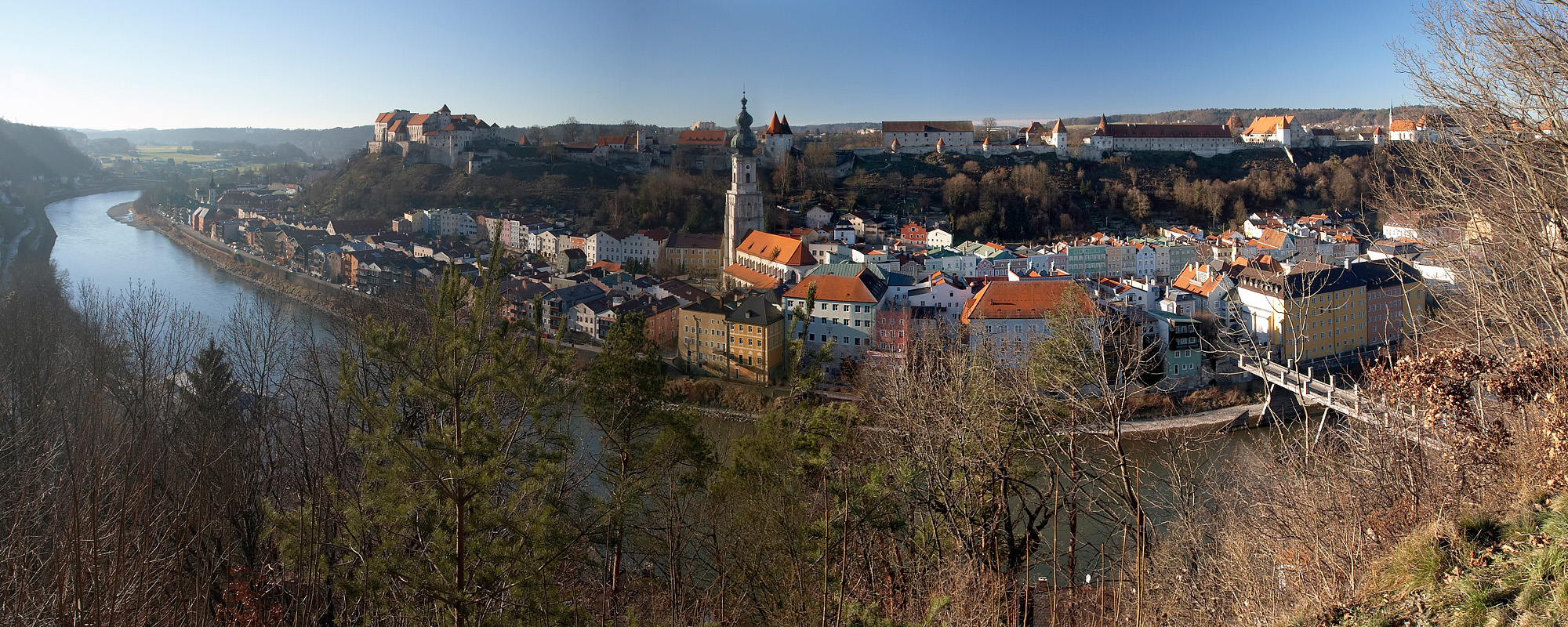
Thành phố và thành trì zu Burghausen, nhìn từ nước Áo bên kia bờ sông Salzach

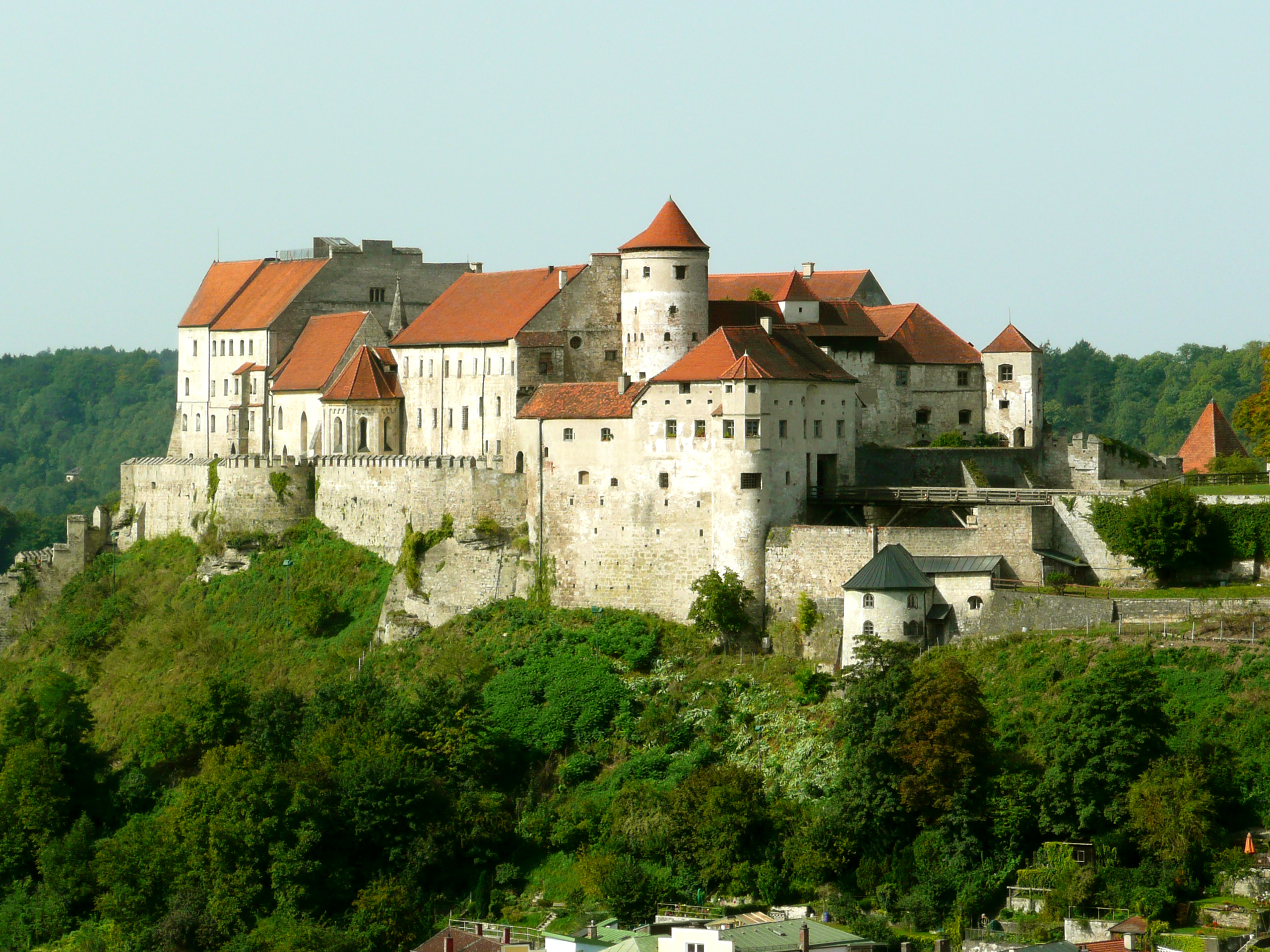
Thành trì zu Burghausen, nhìn từ nước Áo

Thành trì zu Burghausen tại Burghausen, Oberbayern là thành trì dài nhất ở Âu châu (1.043 m).

## Lịch sử

### Cho tới thời Trung cổ
Trên đồi của thành trì đã có người ở từ thời thời đại đồ đồng. Thành trì (mà được thành lập trước 1025) được giao cho dòng họ Wittelsbach vào năm 1168, sau cái chết của công tước Burghausen cuối cùng Gebhard II. Từ năm 1180 dưới thời công tước Otto I., công tước đầu tiên của Bayern, thành trì được xây rộng lớn ra. 1235 Burghausen được công nhận là một thành phố. Sau khi Bayern được chia ra lần đầu tiên, thành trì trở thành chỗ cứ trú thứ hai của các công tước của Niederbayern bên cạnh thành Trausnitz ở Landshut.

### Thời Hậu trung cổ

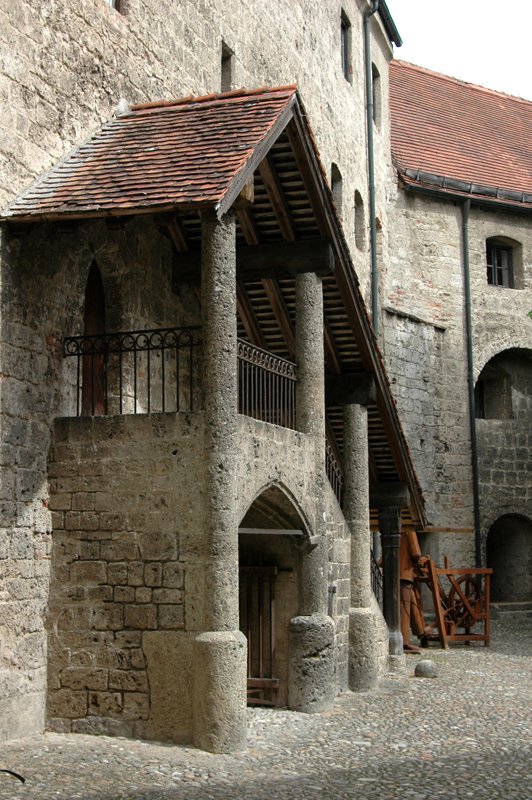
Đường lên chỗ ở

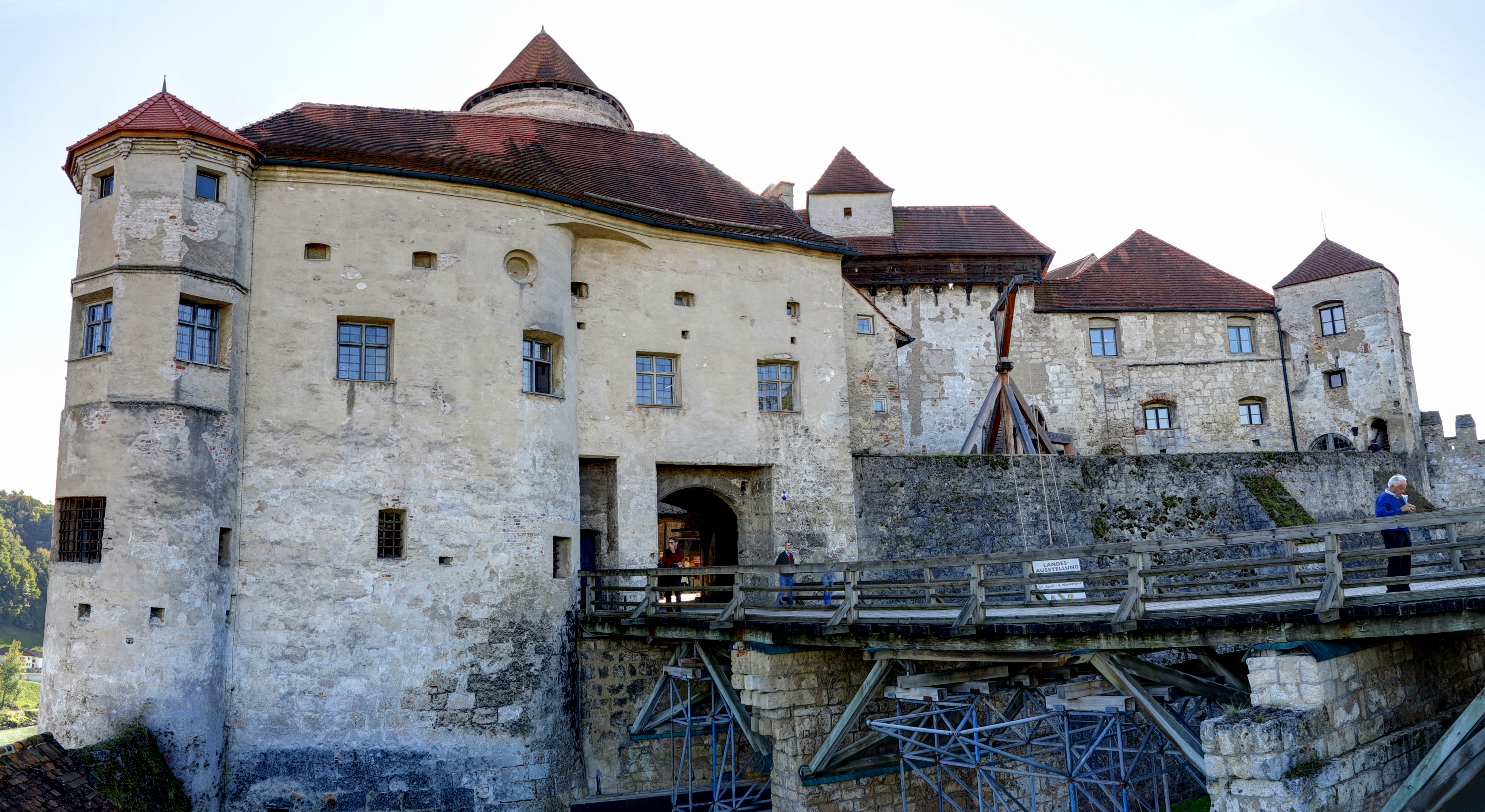
Lâu đài chính

Sau khi Bayern lại được chia ra một lần nữa giữa 2 người con của Stephans II. Vào năm 1392 thành trì Burghausen vẫn là nơi cư trú thứ hai của Bayern-Landshut. Người giữ quyền đầu tiên là công tước Friedrich der Weise († 1393). Dưới thời 3 công tước giàu có Wittelsbacher (Heinrich 1393-1450, Ludwig 1450-1479 und vor allem Georg 1479-1503) thành trì được mở rộng và có cấu trúc như ngày hôm nay. Lo sợ trước sự xâm lăng của người Thổ vào cuối thế kỷ 15 thành trì được xây rất kiên cố.

Là nơi cư trú thành trì ngoài nhiệm vụ là một đồn trú đống, còn phải có chỗ để có thể sinh sống bình thường. Thành với chiều dài hơn 1 km, có chỗ cho vườn tược, Chuồng ngựa có chỗ cho cả mấy trăm con. Những cơ sở thủ công, chỗ ở và nơi hành chính cũng như nhà thờ đều có ở mỗi trại.

## Kiến trúc

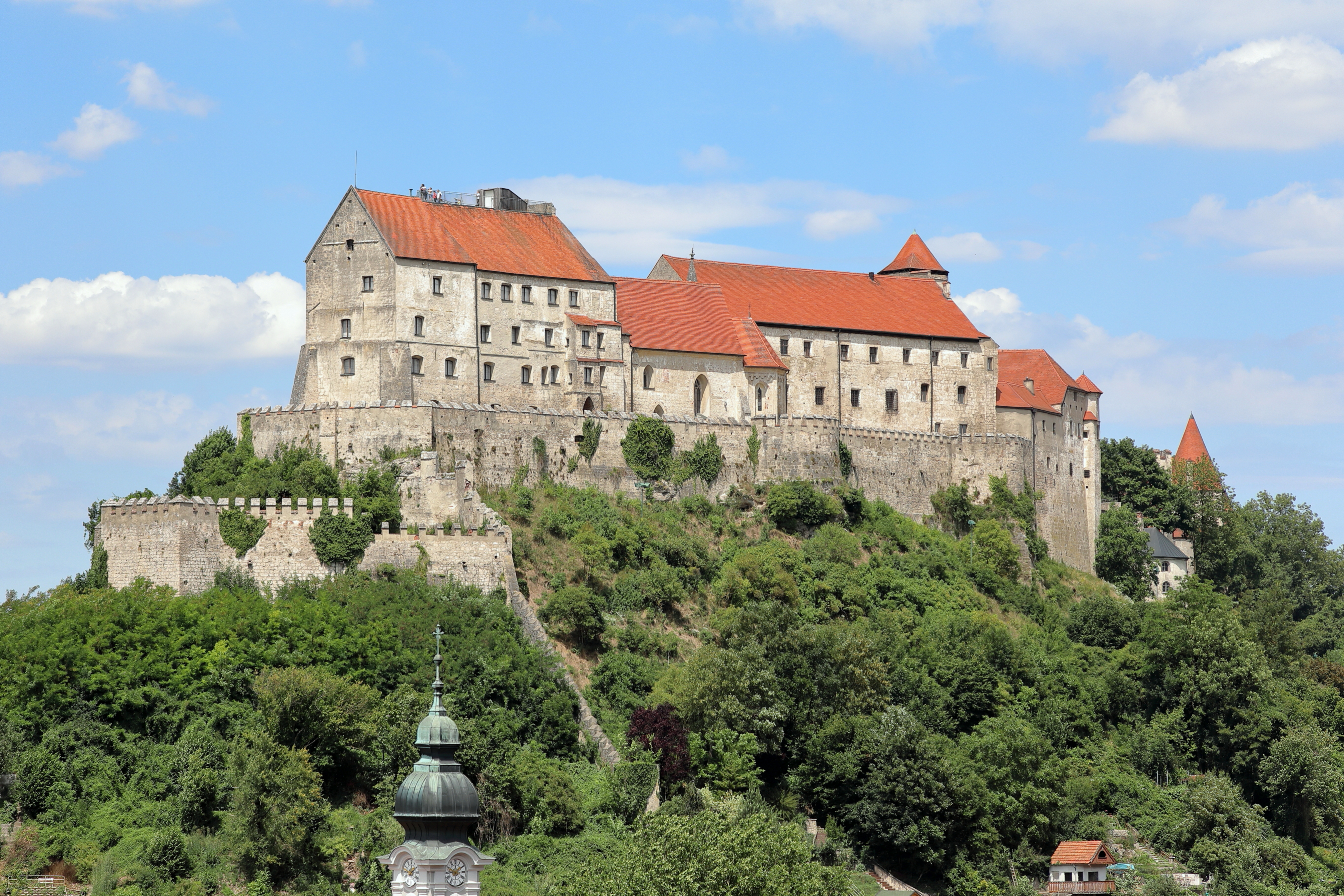
Cung điện (palas) của thành trì Burghausen

Thành trì kiến trúc Gothic bao gồm một lâu đài chính với sân bên trong và 5 sân bên ngoài.
Tòa nhà ở phía ngồai cùng hết của lâu đài chính và cung điện với những phòng riêng của công tước. Ngày nay nó là bảo tàng viện của thành trì, gồm cả những bức tranh hậu Gothic thuộc tuyển tập tranh của nhà nước Bayern. Ở về phía thành phố của lâu đài chính cạnh bên tháp ở là nhà thờ nhỏ gothic St. Elizabeth (1255) là nhà hiệp sĩ (Dürnitz) với 2 phòng uốn vòm nối nhau. Đối diện với nhà Dürnitz là dãy nhà của nữ công tước.

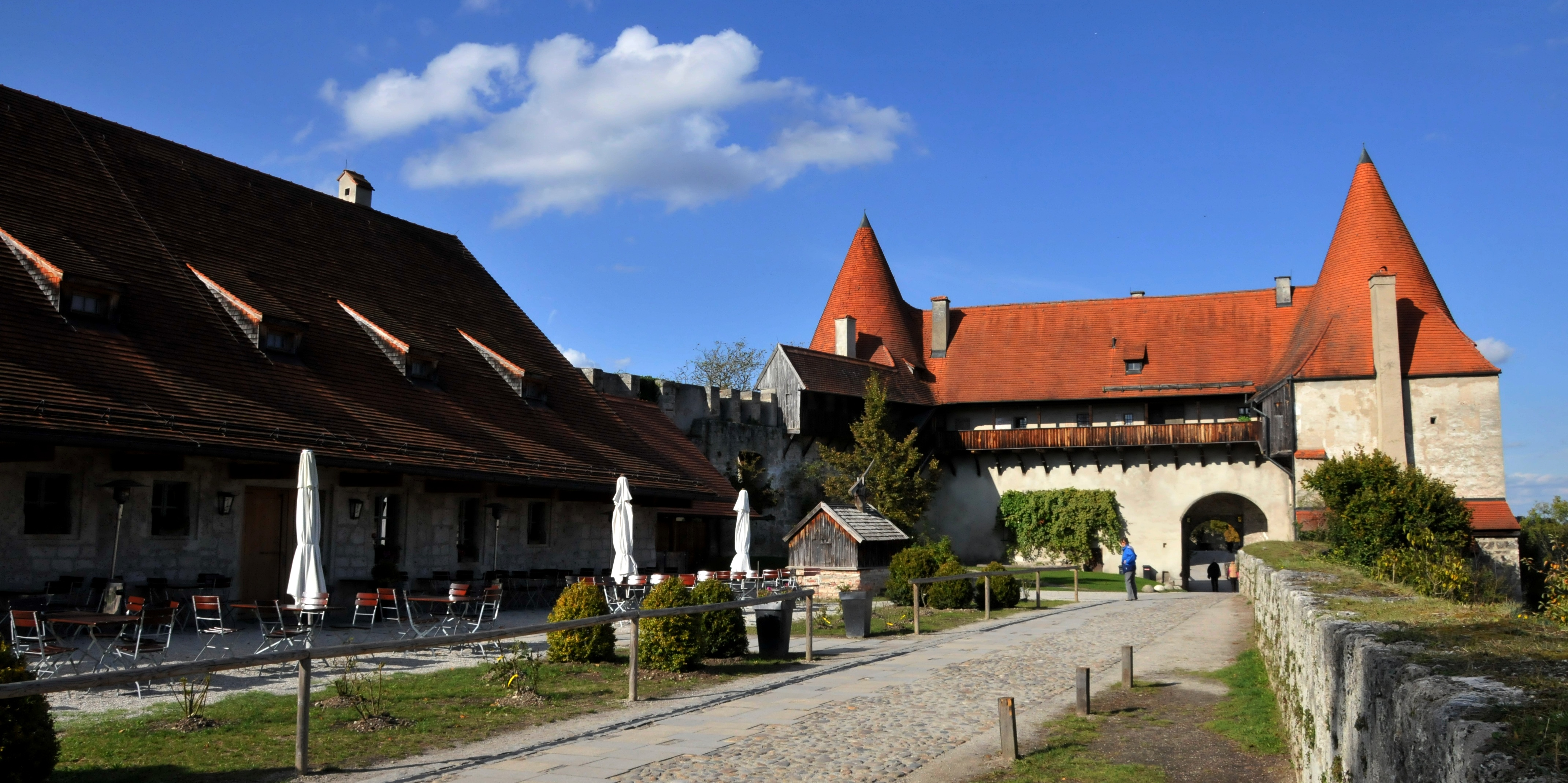
Georgstor (từ phía nam)

Sân ngoài cùng là chỗ để bảo vệ thành trì, bao gồm những chuồng ngựa, nhà làm bia và nhà làm bánh mì. Sân thứ hai bao gồm một tòa nhà chứa vũ khí (1420) và tháp của người chế súng. Sân này được bảo vệ bởi cổng Saint George rất lớn (1494). Tháp ngũ cốc và tháp đo ngũ cốc được dùng để cho ngựa ăn và chứa thực phẩm cho gia súc, những nhà này thuộc về sân thứ ba. Cảnh chính của sân thứ tư là nhà thờ nhỏ hậu gothic  St. Hedwig (1479–1489). Chỗ của nhân viên và thợ thuyền làm việc và ở là sân thứ 5 mà trước đây được bảo vệ bởi một bức tường vững chắc. Năm 1800 bức tường kiên kố này bị phá hủy bởi quân đội Pháp.
Pulverturm ("Powder Tower", được xây trước 1533) bảo vệ thành trì ở thung lũng phía tây bên cạnh hồ Wöhrsee.Một bức tường có lỗ châu mai nối tháp này với lâu đài chính.

### Hình ảnh của thành trì

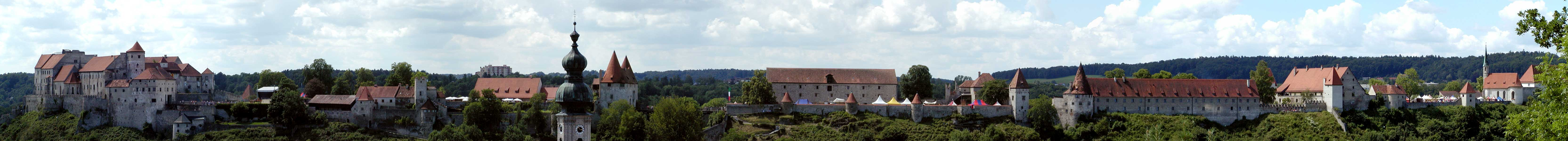
Viễn cảnh của thành trì (nhìn từ phía đông)

Viễn cảnh của thành trì (nhìn từ phía tây)